# Josh Cavallo
Josh Cavallo (Melbourne, 13 de novembre de 1999) és un futbolista australià que juga com a defensa de l'Adelaide United FC d'Austràlia. Es va formar a les categories inferiors del Melbourne Victory FC i el seu primer equip professional va ser el Melbourne City FC. També ha jugat amb la selecció sub 20 australiana. L'octubre de 2021, va fer un comunicat públic visualitzant-se com a homosexual, sent un dels primers futbolistes masculins professionals en actiu en fer-ho.

## Carrera esportiva
Josh Cavallo va iniciar la seva trajectòria futbolística al Melbourne Victory FC. Posteriorment va recalar als equips juvenils i professionals del Melbourne City FC. El 15 d'abril de 2019, el Melbourne City va anunciar que Cavallo deixaria el club a l'expiració del seu contracte al final de la temporada 2018-19.

### Western United
El 24 de juny de 2019, el Western United de la Lliga australiana de futbol va anunciar que Cavallo s'uniria al club abans de l'inici de la temporada. Va debutar el 3 de gener de 2020 amb una derrota per 3-2 contra el seu anterior club, com a substitut de l'Apostolos Stamatelopoulos al minut 71.
El 10 de febrer de 2021 el Western United va anunciar que el jugador avandonava el club.

### Adelaide United
El 18 de febrer de 2021, Josh Cavallo va signar un contracte de curta durada per jugar amb l'Adelaide United FC, que després de l'èxit de l'arribada, es va prorrogar per dos anys l'11 de maig. Va ser recompensat amb el premi A-League Rising Star de l'Adelaide United FC després d'una reeixida campanya 2020-21, en la qual va jugar 18 partits.

## Vida personal
Josh Cavallo va fer públic que era homosexual el 27 d'octubre de 2021, convertint-se en un dels primers futbolistes masculins professionals en actiu, i el primer de la màxima categoria en tot el món. El comunicat, difós pels seus comptes personals a xarxes socials i els de l'Adelaide United FC, afirmava que "he estat barallant contra la meva sexualitat durant més de sis anys i ara estic orgullós de poder descansar sobre aquest tema".
El jugador australià va rebre multitud de mostres de suport, tant del seu club com dels jugadors d'aquest, entre ells la de Javi López, exjugador del RCD Espanyol, així com d'altres equips de l'A-League i de la mateixa lliga. També va rebre missatges de suport d'equips de futbol de tot el món, com el Melbourne Victory FC, el Tottenham Hotspur o el FC Barcelona, futbolistes com la Caitlin Foord o el Gerard Piqué, i esportistes de tota mena com en Pau Gasol.